# Antti Puhakka

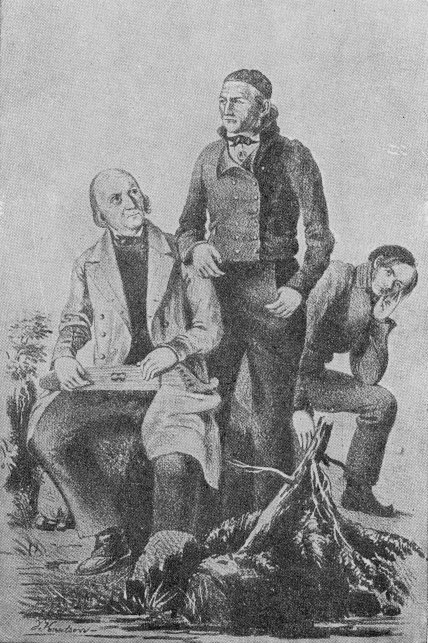
Skalderna Olli Kymäläinen, Pietari Makkonen och Antti Puhakka på Johan Knutsons akvarell.

Antti Puhakka, född 24 april 1816 i Kontiolax socken, norra Karelen, död 30 mars 1893 i Jockas, var en finländsk folkskald. 
Puhakka ärvde av sin far ett nybyggarhemman i Kontiolax. Som skald är han märklig genom sitt nyktra, ofta skämtsamma lynne och sina versers strängt metriska byggnad. Han valdes till ledamot av Januariutskottet 1862 och till representant för Libelits domsaga vid lantdagarna 1863–64, 1872, 1877–78 och 1882, vid vilka han gjorde sig bemärkt genom sina ordrika, ofta skämtsamma anföranden.